# Portal de la Vila Closa
El Portal de la Vila Closa és una obra romànica de Granyanella (Segarra) inclosa a l'Inventari del Patrimoni Arquitectònic de Catalunya.

## Descripció
Portal d'entrada al nucli de Granyanella, formant una vila closa.
Està format per un arc de mig punt adovellat i actualment, tot i que continua sent l'entrada principal al nucli antic, s'ha adossat a les dependències d'un habitatge amb l'obertura d'un balcó a la part superior. Per la part posterior, trobem un altre arc de mig punt de les mateixes característiques, tot i que molt modificat al llarg del temps.

## Història
La formació d'aquesta estructura de vila closa és contemporània a la construcció del castell a la part superior del nucli, degut a la necessitat de protegir el camí que seguia el curs del riu Ondara durant el segle xi, ja que estava amenaçat per la presència de sarraïns i calia defensar-lo per dur a terme la reconquesta.